# Zamia stevensonii
Zamia stevensonii — вид саговникоподібних з родини замієвих (Zamiaceae). Місцем проживання цього виду є Панама.